# 9938 Kretlow
A 9938 Kretlow (ideiglenes jelöléssel 1988 KA) a Naprendszer kisbolygóövében található aszteroida. W. Landgraf fedezte fel 1988. május 18-án.